# Trombita (regiszter)

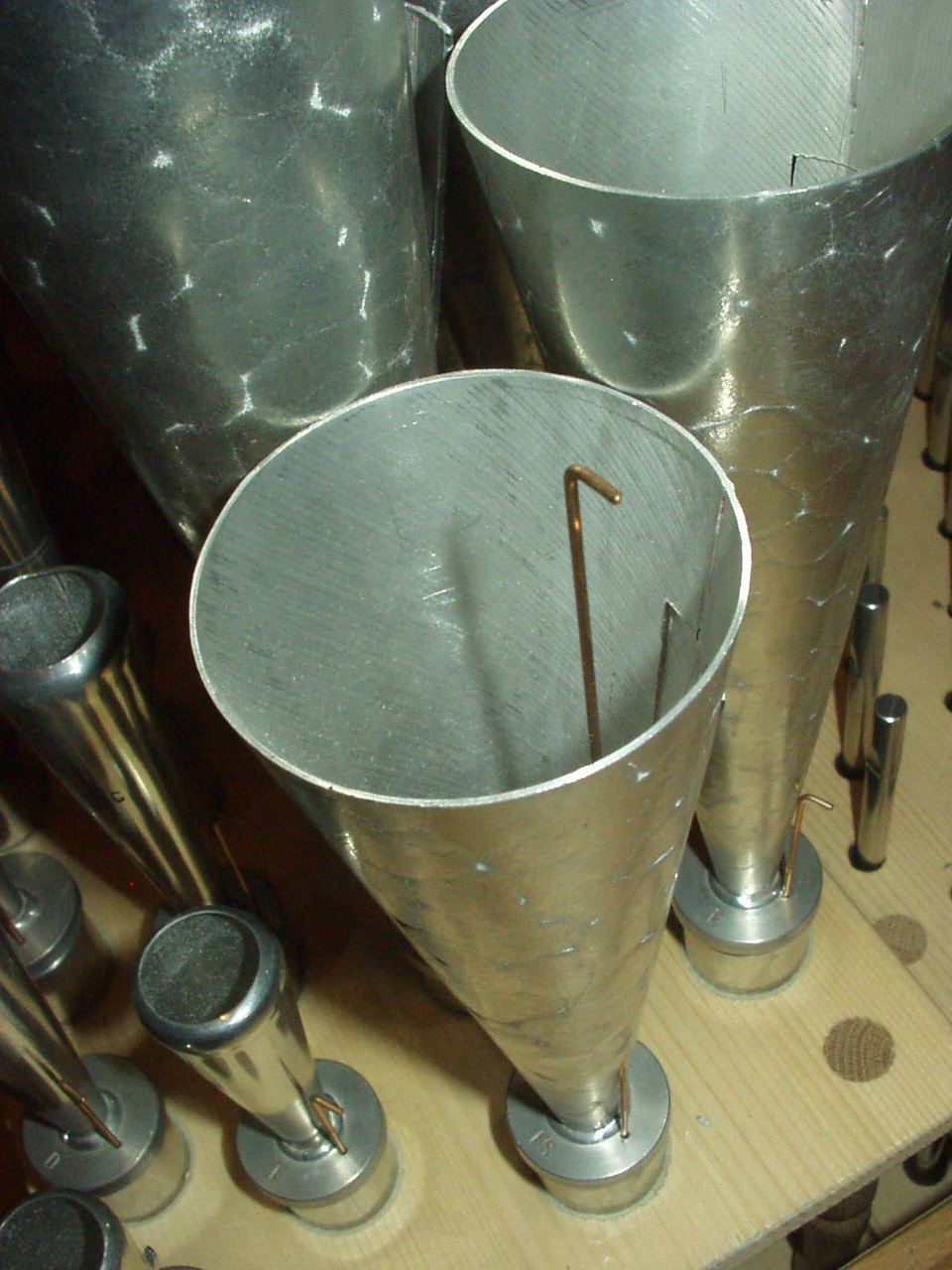
Trompete 8', mellette Oboe 8'

A trombita az orgona egyik regisztere.

## Leírás
A trombita rézfúvós hangszer mintájára készült 8' orgonaregiszter teljes hosszúságú (8 láb ~ 2,5 méter) rezonátorral. Nyelvsíp, leginkább a főmű nyelvregisztere. A legtöbb orgonán megtalálható. Pedálművön is előfordul, esetenként 16'-os változatban. Ez esetben az alsó oktáv rezonátora fele hosszúságú is lehet. Általában a homlokzatba kiépített, vízszintes változata a Chamade, magyarul: Spanyol trombita.

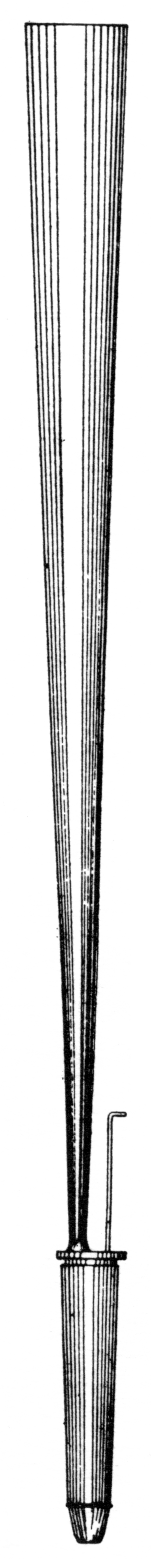
Trompete

## Változatok

### Bombarde (32', 16')
A modern Bombarde-ok erőteljes, szólisztikus nyelvek. Legtöbbször a pedálban fordulnak elő 16' és 32' regiszterként, ugyanakkor a romantika korában külön manuált (Bombardewerk) építettek a számukra. Erőteljes, fényes nyelvregiszterek, legtöbbször harmonikus (dupla hosszúságú) fa vagy fém tölcsérrel.

Az eredeti Bombarde-okat a Trombone és Fagott közötti hangszínnel intonálták. Írásos emlék ezekről a regiszterekről 1587-ből maradt ránk.

### Clairon (4')
A trombita 4' változata. Leginkább a pedálműben és a redőnyműben fordul elő, de megtalálható nagy orgonák főművén, esetleg a szólóművön.

### Egyéb változatok
| - Bombarde - Brass Trumpet - Clairon - Contra Trumpet - Cornopean - Double Trumpet - Echo Trumpet - Fan Trumpet - Fanfare Trumpet | - Festival Trumpet - Field Trumpet - Gottfried Trumpet - Harmonic Trumpet - Horizontal Trumpet - Liturgical Trumpet - Military Trumpet - Muted Trumpet - Pontificaltrumpet | - Quint Trumpet - Silver Trumpet - Solo Trumpet - Song Trumpet - State Trumpet - Tromba - Trombone - Trompeta de Batalla - Trompeta de Caballa | - Trompetenbass - Trompetenbass Chormass - Trompetenregal - Trumpet Clairon - Trumpet Quint - Trumpet Royal - Trumpet Sonora - Tuba - Tuba Trumpet |